# Krautwiller
Krautwiller est une commune française située dans la circonscription administrative du Bas-Rhin et, depuis le 1er janvier 2021, dans le territoire de la Collectivité européenne d'Alsace, en région Grand Est.
Cette commune se trouve dans la région historique et culturelle d'Alsace.

## Géographie

### Localisation
Krautwiller est située à proximité de Brumath, et à une vingtaine de kilomètres au nord de Strasbourg.

### Communes limitrophes
| Mommenheim  |             | Bernolsheim |
|             | Krautwiller |             |
| Wingersheim |             | Brumath     |

### Hydrographie

#### Réseau hydrographique
La commune est dans le bassin versant du Rhin au sein du bassin Rhin-Meuse. Elle est drainée par la Zorn et le ruisseau le Rissbach,.
La Zorn, d'une longueur totale de 96,7 km, prend sa source dans la commune de Walscheid et se jette  dans le canal de la Marne au Rhin à Rohrwiller, après avoir traversé 34 communes. Les caractéristiques hydrologiques de la Zorn sont données par la station hydrologique située sur la commune de Mommenheim. Le débit moyen mensuel est de 5,36 m3/s. Le débit moyen journalier maximum est de 143 m3/s, atteint lors de la crue du 26 mai 1983. Le débit instantané maximal est quant à lui de 132 m3/s, atteint le 18 mai 2024.

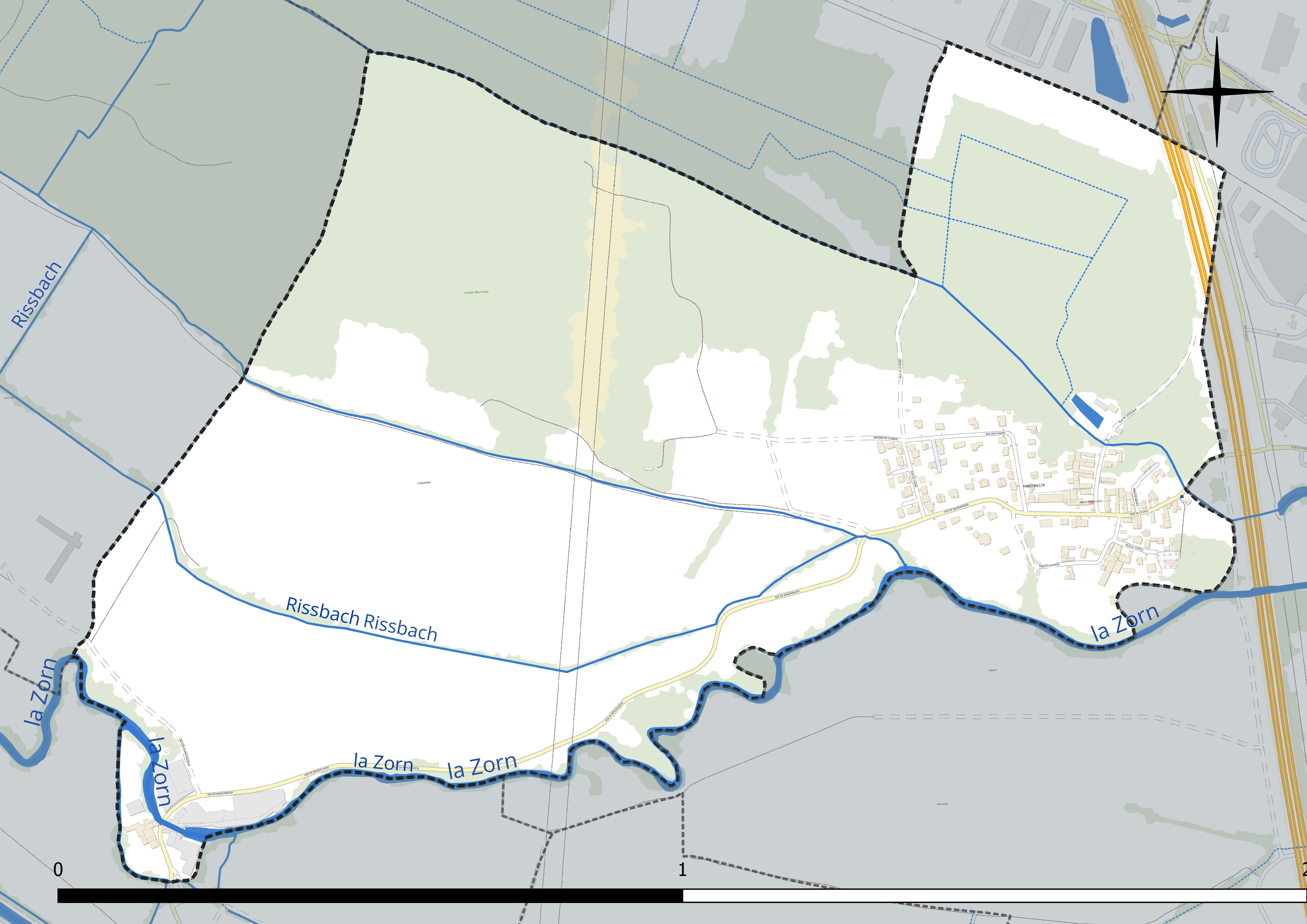
Réseau hydrographique de Krautwiller.

#### Gestion et qualité des eaux
Le territoire communal est couvert par le schéma d'aménagement et de gestion des eaux (SAGE) « Ill Nappe Rhin ». Ce document de planification concerne la nappe phréatique rhénane, les cours d'eau de la plaine d'Alsace et du piémont oriental du Sundgau, les canaux situés entre l'Ill et le Rhin et les zones humides de la plaine d'Alsace. Le périmètre s’étend sur 3 596 km2. Il a été approuvé le 17 janvier 2005. La structure porteuse de l'élaboration et de la mise en œuvre est la région Grand Est. 
La qualité des cours d’eau peut être consultée sur un site dédié géré par les agences de l’eau et l’Agence française pour la biodiversité. 

### Climat
Pour des articles plus généraux, voir Climat du Grand Est et Climat du Bas-Rhin.
En 2010, le climat de la commune est de type climat des marges montargnardes, selon une étude du Centre national de la recherche scientifique s'appuyant sur une série de données couvrant la période 1971-2000. En 2020, Météo-France publie une typologie des climats de la France métropolitaine dans laquelle la commune est exposée à un climat semi-continental et est dans une zone de transition entre les régions climatiques « Vosges » et « Alsace ». 
Pour la période 1971-2000, la température annuelle moyenne est de 10,6 °C, avec une amplitude thermique annuelle de 17,8 °C. Le cumul annuel moyen de précipitations est de 727 mm, avec 10,3 jours de précipitations en janvier et 10,1 jours en juillet. Pour la période 1991-2020, la température moyenne annuelle observée sur la station météorologique de Météo-France la plus proche, « Waltenheim-sur-zorn », sur la commune de Waltenheim-sur-Zorn à 4 km à vol d'oiseau, est de 11,3 °C et le cumul annuel moyen de précipitations est de 652,2 mm. 
La température maximale relevée sur cette station est de 38 °C, atteinte le 7 août 2015 ; la température minimale est de −14,9 °C, atteinte le 20 décembre 2009,,. 
Les paramètres climatiques de la commune ont été estimés pour le milieu du siècle (2041-2070) selon différents scénarios d'émission de gaz à effet de serre à partir des nouvelles projections climatiques de référence DRIAS-2020. Ils sont consultables sur un site dédié publié par Météo-France en novembre 2022.

## Urbanisme

### Typologie
Au 1er janvier 2024, Krautwiller est catégorisée commune rurale à habitat dispersé, selon la nouvelle grille communale de densité à sept niveaux définie par l'Insee en 2022.
Elle appartient à l'unité urbaine de Brumath, une agglomération intra-départementale regroupant quatre  communes, dont elle est une commune de la banlieue,,. Par ailleurs la commune fait partie de l'aire d'attraction de Strasbourg (partie française), dont elle est une commune de la couronne,. Cette aire, qui regroupe 268 communes, est catégorisée dans les aires de 700 000 habitants ou plus (hors Paris),.

### Occupation des sols
L'occupation des sols de la commune, telle qu'elle ressort de la base de données européenne d’occupation biophysique des sols Corine Land Cover (CLC), est marquée par l'importance des territoires agricoles (61,6 % en 2018), une proportion sensiblement équivalente à celle de 1990 (61,3 %). La répartition détaillée en 2018 est la suivante : 
prairies (55,5 %), forêts (36,8 %), zones agricoles hétérogènes (3,6 %), terres arables (2,5 %), zones industrielles ou commerciales et réseaux de communication (1,6 %). L'évolution de l’occupation des sols de la commune et de ses infrastructures peut être observée sur les différentes représentations cartographiques du territoire : la carte de Cassini (XVIIIe siècle), la carte d'état-major (1820-1866) et les cartes ou photos aériennes de l'IGN pour la période actuelle (1950 à aujourd'hui).

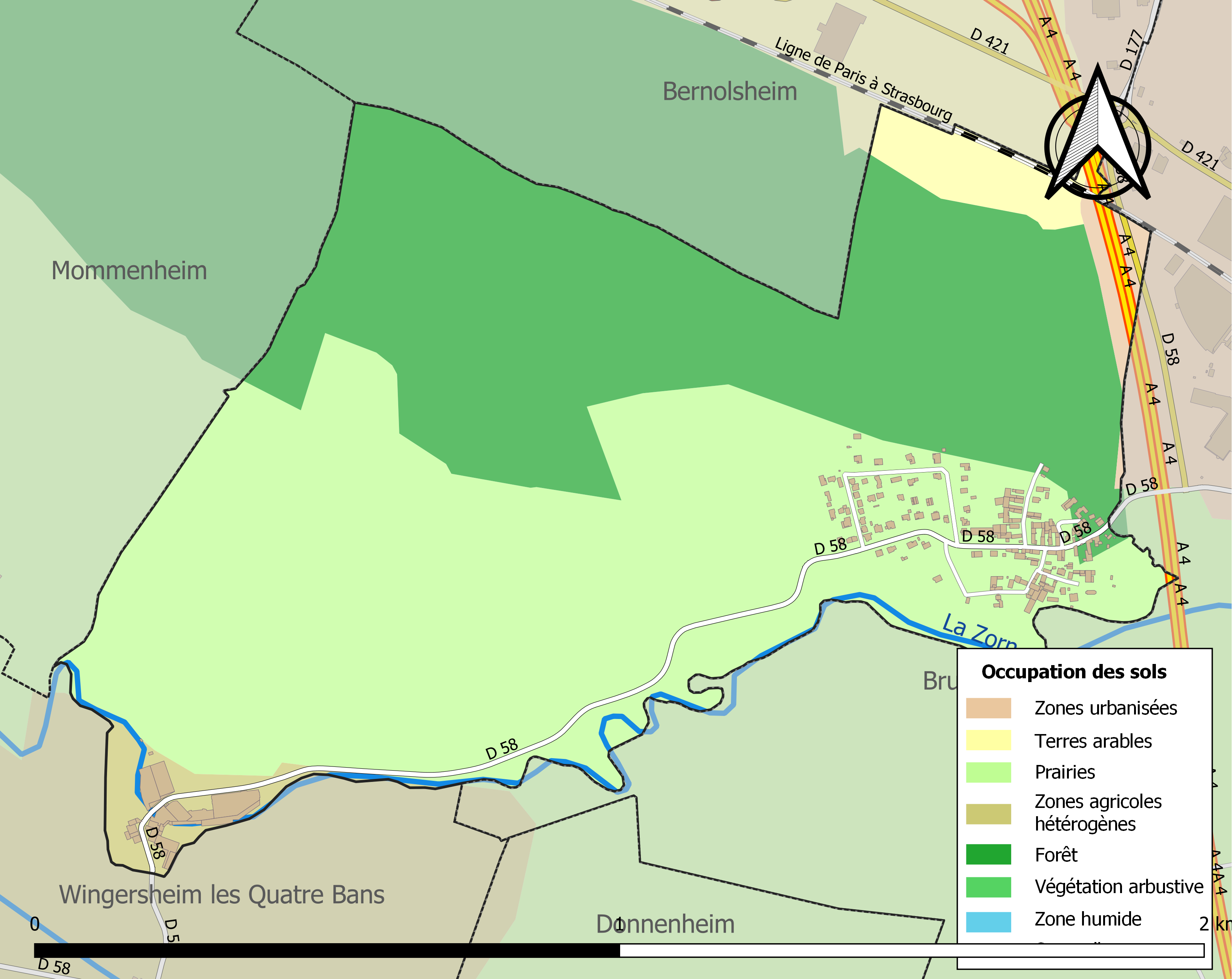
Carte des infrastructures et de l'occupation des sols de la commune en 2018 (CLC).

## Toponymie
Dans un acte de vente de 742, le site de Krautwiller est mentionné sous la forme Chrodoltesvillare, puis on trouve Krautviller en 1793, Krautwiler en 1801.
Il s'agit d'un toponyme médiéval en -willer, forme prise en alémanique par le terme d'origine latine villare, établissement rural, français -vill(i)er(s), précédé comme le plus souvent par un nom de personne germanique. Dans ce cas, l'anthroponyme germanique est sans doute Hrodhold (> Grotold) devenu Kraut- par chute du suffixe et attraction du mot kraut « chou ».

## Politique et administration

### Liste des maires
| Période                                  | Période                        | Identité                                   | Étiquette | Qualité    |
| ---------------------------------------- | ------------------------------ | ------------------------------------------ | --------- | ---------- |
| Les données manquantes sont à compléter. |                                |                                            |           |            |
| avant 1981                               | ?                              | Charles Sengel                             |           |            |
|                                          |                                |                                            |           |            |
| 2001                                     | 2005 (démission le 23 juillet) | Alain Oberlin                              |           | professeur |
| 30 septembre 2005                        | mars 2008                      | Paul Nolte                                 |           |            |
| mars 2008                                | En cours (au 31 mai 2020)      | Paul Nolte, Réélu pour le mandat 2020-2026 |           |            |

## Population et société

### Démographie
L'évolution du nombre d'habitants est connue à travers les recensements de la population effectués dans la commune depuis 1793. Pour les communes de moins de 10 000 habitants, une enquête de recensement portant sur toute la population est réalisée tous les cinq ans, les populations de référence des années intermédiaires étant quant à elles estimées par interpolation ou extrapolation. Pour la commune, le premier recensement exhaustif entrant dans le cadre du nouveau dispositif a été réalisé en 2005.

En 2022, la commune comptait 225 habitants, en évolution de −4,26 % par rapport à 2016 (Bas-Rhin : +3,17 %, France hors Mayotte : +2,11 %).
| 1793 | 1800 | 1806 | 1821 | 1831 | 1836 | 1841 | 1846 | 1851 |
| ---- | ---- | ---- | ---- | ---- | ---- | ---- | ---- | ---- |
| 124  | 131  | 139  | 156  | 160  | 165  | 156  | 170  | 160  |

| 1856 | 1861 | 1866 | 1871 | 1875 | 1880 | 1885 | 1890 | 1895 |
| ---- | ---- | ---- | ---- | ---- | ---- | ---- | ---- | ---- |
| 160  | 172  | 164  | 165  | 170  | 151  | 160  | 154  | 154  |

| 1900 | 1905 | 1910 | 1921 | 1926 | 1931 | 1936 | 1946 | 1954 |
| ---- | ---- | ---- | ---- | ---- | ---- | ---- | ---- | ---- |
| 155  | 167  | 152  | 128  | 144  | 132  | 135  | 119  | 120  |

| 1962 | 1968 | 1975 | 1982 | 1990 | 1999 | 2005 | 2006 | 2010 |
| ---- | ---- | ---- | ---- | ---- | ---- | ---- | ---- | ---- |
| 108  | 101  | 117  | 131  | 136  | 153  | 191  | 192  | 186  |

| 2015 | 2020 | 2022 | - | - | - | - | - | - |
| ---- | ---- | ---- | - | - | - | - | - | - |
| 217  | 231  | 225  | - | - | - | - | - | - |

La population municipale est en constante augmentation depuis 1962, ce phénomène étant lié à la périurbanisation de l'aire urbaine de Strasbourg, dont Krautwiller fait partie.

## Culture locale et patrimoine

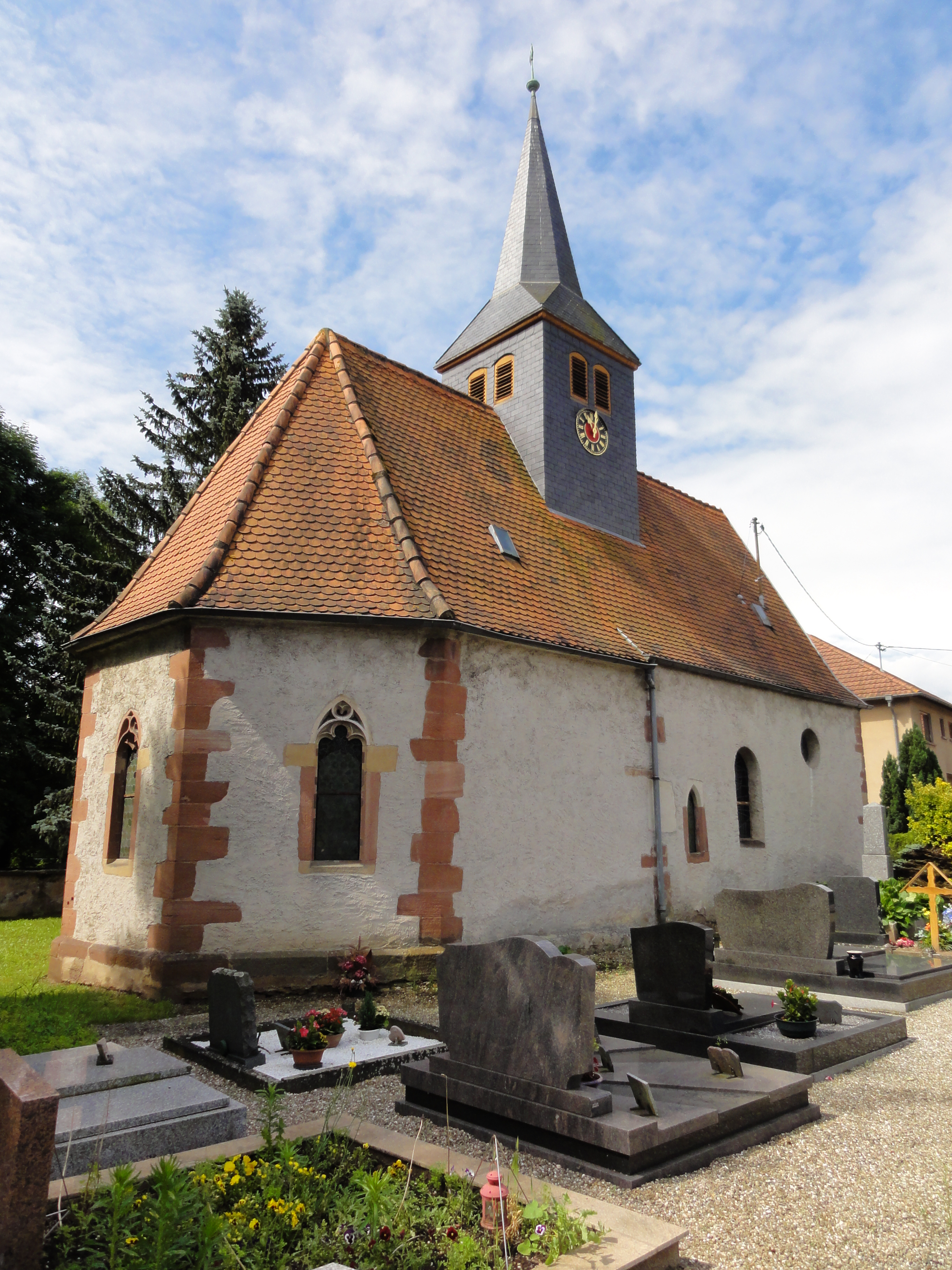
L'église protestante (XIIIe-XVe-XVIe), rue du Temple.

### Lieux et monuments
- Église (chapelle) protestante  Saint-Ulrich

Édifice attesté en 1297. Jusqu'en 1504, elle dépendait de Wingersheim. Elle fait aujourd'hui partie de la paroisse protestante luthérienne (UÉPAL) de Brumath-Krautwiller.
Une porte romane (aujourd'hui murée) était l'ancienne entrée de la première chapelle consacrée à saint Ulrich.
- Nombreuses fermes et maisons à colombages.

### Héraldique
| Blason de Krautwiller | Blason  | D'argent au choux d'Alsace arraché de sinople. |
| Blason de Krautwiller | Détails | Il s'agit d'armes parlantes, le nom la commune ayant été assimilé à Kraut, signifiant « chou » par fausse étymologie. Armes parlantes (Kraut signifie « chou » en allemand). |